# Angela Ferrell-Zabala
Angela Ferrell-Zabala es una activista estadounidense por los derechos reproductivos, el control de armas y la justicia social que actualmente se desempeña como directora ejecutiva inaugural de Moms Demand Action.

## Carrera
La carrera inicial de Ferrell-Zabala incluyó puestos de organización comunitaria en varias organizaciones de justicia social, con un enfoque en llegar a las comunidades religiosas. En 2011-2012, fue directora del proyecto «Juventud espiritual para la libertad reproductiva» de la Coalición Religiosa para la Elección Reproductiva, y llevó a cabo actividades de divulgación sobre los derechos reproductivos en los campus universitarios. Ferrell-Zabala también fue organizadora de Community Change y del Community Voting Project.
En 2014, Ferrell-Zabala se unió a Planned Parenthood como Directora de Liderazgo y Compromiso Afroamericano. Posteriormente fue nombrada Directora Nacional de Asociaciones Estratégicas del Planned Parenthood Action Fund.
Ferrell-Zabala se unió a Everytown for Gun Safety, la organización matriz de Moms Demand Action, en 2019 como directora de equidad, extensión y asociaciones. Después de ocupar el cargo durante 18 meses, fue nombrada vicepresidenta sénior de creación de movimiento para Everytown. Ferrell-Zabala fue nombrada primera directora ejecutiva de Moms Demand Action el 27 de abril de 2023.

## Vida personal
Ferrell-Zabala se identifica como cristiana y LGBT. Ferrell-Zabala y su esposa, Fernanda Ferrell-Zabala, viven en Washington D. C., con su hija. En 2022, compartió en un perfil de The New York Times sobre familias LGBT que se había hecho amiga de la directora ejecutiva de SumOfUs, Emma Ruby-Sachs, en un retiro de liderazgo sin fines de lucro en 2016, solo para luego descubrir que sus hijas eran medio hermanas y habían utilizado el mismo donante de esperma.